# Bengt-Arne Vedin
Bengt-Arne Bertil Vedin, född 11 maj 1940 i Motala, död 15 juli 2017 i Stockholms Engelbrekts distrikt i Stockholm, var en svensk ingenjör och innovationsforskare.
Vedin var son till redaktionschef Bertil Vedin (1909–1986) och Sonja, född Printzell (1912–1985). Bengt-Arne Vedin gifte sig 1977 med Gull-May Holst.
Vedin blev civilingenjör vid Kungliga Tekniska högskolan (KTH) 1964 och teknologie doktor vid Chalmers tekniska högskola 1980. Han var 1962–1964 övningsassistent vid KTH och 1964–1967 projektledare vid Institutet för halvledarforskning. Han var medarbetare i tidskriften Ny Teknik och var 1967–1971 chefredaktör för Elteknik. Vid Ingenjörsvetenskapsakademien var han 1971–1974 chef för informations- och utlandssekretariatet. Han var 1974–1977 verkställande direktör för Nord-Video AB och 1977–1987 forskningsledare vid Studieförbundet Näringsliv och Samhälle (SNS). Åter vid KTH var han 1984–1993 adjungerad professor i innovationskunskap.
Vedin satt i ledningen för tankesmedjan Teldok. Från 1984 var han generalsekreterare för Ruben Rausings fond. Han var 1993 regeringens innovationsutredare och 1996–1998 ledamot av regeringens småföretagardelegation. Han var från 1988 ledamot av Ingenjörsvetenskapsakademin. Bengt-Arne Vedin är gravsatt i minneslunden på Ljusterö kyrkogård.